# ميلدريد ريبستوك
ميلدريد كاثرين ريبستوك (29 نوفمبر 1919-17 فبراير 2011) كيميائية صيدلانية أمريكية. كانت هي وفريقها أول من صنع الكلوروميسيتين بالكامل، المعروف أيضًا باسم الكلورامفينيكول كانت هذه هي المرة الأولى التي يتم فيها تصنيع مضاد حيوي بالكامل تصنفه منظمة الصحة العالمية على أنها بالغة الأهمية للطب البشري.

## الحياة المُبكّرة والتعليم
ولدت ميلدريد كاثرين ريبستوك، ابنة ريدنا وأدولف ريبستوك، في 29 تشرين الثاني 1919 في مدينة إلخارت بولاية إنديانا. في عام 1938 تخرجت من مدرسة إلخارت الثانوية، ثم تابعت تعليمها في جامعة نورث سنترال.خلال فترة وجودها في نورث سنترال، كانت عضوًا في جمعية تكريم الاحياء ,بيتا بيتا بيتا , وكانت عضوًا في نادي علم الحيوان بالكلية. كما حصلت ايضًا على معدل علامات لا تشوبة شائبة أثناء دراستها تحت اشراف الاساتذة كوتن وهارولد إيغنبروت للكيمياء وعلم الحيوان على التوالي. كان مع هذين الأستاذين حيث وجدت الإلهام للتقدم بطلب إلى جامعتهم الأم، جامعة إلينوي في أوربانا شامبين للحصول على درجة الدكتوراه بعد تخرجها من نورث سنترال بدرجة البكالوريوس في عام 1942. مع متوسط درجة الصف الذي لا تشوبه شائبة وشغفها بالعلوم، تمكنت من الحصول على زمالة كاملة للبحث عن حمض الأسكوربيك أثناء الدراسة في الجامعة حصلت على درجة الماجستير في عام 1943 والدكتوراه في عام 1945.

## المسيرة المهنيّة
تم تعيين د.ريبستوك في مختبرات بارك ديفيس للأبحاث من عام 1945 إلى عام 1977 ككيميائي أبحاث مبتدئ وتمت ترقيتها لاحقًا إلى قائد أبحاث في عام 1959.في هذا الوقت تقريبا كانت هي وفريقها يبحثون عن مضاد حيوي اكتُشِفَ حديثًا الستربتومايسين، اكتشفه ألبرت شاتز لأول مرة. فريق بارك ديفيس المكون من د. ريبستوك وفريقها المكون من جون كونتروليس وهاري كروكس وكوينتين بارتز اكتشفوا أنه يمكن تحقيق قدر أكبر من الاستقرار الكيميائي من خلال الهدرجة التحفيزية للستربتومايسين، وأطلق على هذا المركب الجديد اسم ديهيدروستربتومايسين. تم هذا الاكتشاف في نفس الوقت من قبل فريق في ميرك وشركاه. على الرغم من توقف استخدام هذا المضاد الحيوي في البشر، إلا أنه لا يزال يستخدم في الطب البيطري.
بعد فترة وجيزة من عملها مع ديهيدروستروبتوميسين، تم تكليف د.ريبستوك بتوليف مضاد حيوي جديد وجده جون إرليخ في ثقافة ستربتوميسيس فنزويلا. كان جزيء هذا المضاد الحيوي أبسط بكثير من جزيء المضادات الحيوية السابقة، التي صنعت. مهمة ريبستوك كانت أسهل. تم اكتشاف أن المكون الرئيسي لهذا الجزيء كان حلقة النيتروبنزين، وهو شيء كان المختبر قد كان لديه بالفعل خبرة سابقة معه. وجدت ريبستوك طريقة لتجميع هذا المضاد الحيوي بالكامل في تشرين الثاني 1947.كانت هذه حالة نادرة حيث كان توليف الجزيء أكثر فعالية من حيث التكلفة من تخميره من خلال العمليات العضوية. نشر الفريق أعمالهم في عام 1949. بسبب توافر الكلوروميسيتين بعد عمل ريبستوك، كان يستخدم بوفرة لعلاج حمى جبال روكي وحمى التيفوئيد، ولا يزال يستخدم اليوم كمسار ثانوي للعمل للحالات القصوى من التهاب السحايا والكوليرا والأمراض البكتيرية المعدية الأخرى. منذ اكتشافه، تم ربط الكلوروميسيتين بزيادة خطر الإصابة بفقر الدم اللاتنسجي القاتل مما أدى إلى انخفاض استخدامه في البشر في الولايات المتحدة. على الرغم من أنه لم يعد مفضلاً في الدول المتقدمة، إلا أنه لا يزال مضادًا حيويًا يستخدم بوفرة في الدول النامية. وبسبب هذا فهو مدرج في قائمة الأدوية الأساسية لمنظمة الصحة العالمية.
بسبب بحثها الرائد، خصصت مجلة تايم مقالاً لها في عام 1949، مشيرة إلى أن "الإنجاز كان بسبب العمل الجماعي. لكن جزءًا كبيرًا من التقدير يذهب إلى د. ميلدريد ريبستوك، كيميائي أبحاث يبلغ من العمر 28 عاما. دافعت د.ريبستوك عن النساء في البحث العلمي خلال مقابلة مع أرشيف مؤسسة سميثسونيان، وذكرت أنه من بين جميع الباحثين في هذا المجال، كان حوالي ثلاثة في المائة منهم فقط من النساء، لكنها ستظل متفائلة في المستقبل..في عام 1950، حصلت ريبستوك على جائزة "المرأة العلمية للعام" من قبل نادي الصحافة الوطني النسائي في واشنطن العاصمة، وقدمها إليها الرئيس ترومان.
واصلت ريبستوك أبحاثها الصيدلانية للفترة المتبقية من حياتها المهنية وأمضت الجزء الأخير منها في البحث عن أدوية الخصوبة وتوليف عوامل الدهون في الدم. توفيت في سانت. مستشفى جوزيف ميرسي في آن أربور، ميشيغان في 17 شباط 2011.